# 1 500 mètres masculin aux championnats du monde d'athlétisme 1991
Navigation
Rome 1987 Stuttgart 1993
L'épreuve du 1 500 mètres masculin des championnats du monde d'athlétisme 1991 s'est déroulée du 29 août au 1er septembre 1991 dans le Stade olympique national de Tokyo, au Japon. Elle est remportée par l'Algérien Noureddine Morceli.

## Résultats

### Finale
| Rang               | Athlète               | Pays        | Temps         | Notes |
| ------------------ | --------------------- | ----------- | ------------- | ----- |
| Médaille d'or      | Noureddine Morceli    | Algérie     | 3 min 32 s 84 | CR    |
| Médaille d'argent  | Wilfred Kirochi       | Kenya       | 3 min 34 s 84 |       |
| Médaille de bronze | Hauke Fuhlbrügge      | Allemagne   | 3 min 35 s 28 |       |
| 4                  | Jens-Peter Herold     | Allemagne   | 3 min 35 s 37 |       |
| 5                  | Fermín Cacho          | Espagne     | 3 min 35 s 62 |       |
| 6                  | Mário Manuel da Silva | Portugal    | 3 min 35 s 76 |       |
| 7                  | David Kibet           | Kenya       | 3 min 36 s 03 |       |
| 8                  | Gennaro Di Napoli     | Italie      | 3 min 36 s 56 |       |
| 9                  | Mohamed Suleiman      | Qatar       | 3 min 38 s 12 |       |
| 10                 | Matthew Yates         | Royaume-Uni | 3 min 38 s 71 |       |
| 11                 | Saïd Aouita           | Maroc       | 3 min 39 s 49 |       |
| 12                 | Simon Doyle           | Australie   | 3 min 41 s 54 |       |

## Légende
Records et Performances
- AR : Record continental (area record)
- CR : Record des championnats (championship record)
- MR : Record du meeting (meet record)
- NR : Record national (national record)
- OR : Record olympique (olympic record)
- PR : Record paralympique (paralympic record)
- PB : Record personnel (personal best)
- SB : Meilleure performance personnelle de la saison (season's best)
- WL : Meilleure performance mondiale de l'année (world leader)
- WJR : Record du monde junior (world junior record)
- WR : Record du monde (world record)

Circonstances et Conditions
- DNF : N'a pas terminé (did not finish)
- DNS : N'a pas pris le départ (did not start)
- DQ : Disqualification (disqualification)
- NM : Aucun essai valable enregistré (No Mark)
- Q : Qualifié « directement » au prochain tour (ou à la prochaine compétition), lors d'une compétition majeure, grâce au classement ou à la réalisation des minima (automatic qualifier)
- q : Qualifié au prochain tour (ou à la prochaine compétition), lors d'une compétition majeure, grâce au repêchage ou à la réalisation de l'une des meilleures performances parmi celles des « non qualifiés directement » (grâce au meilleur temps ou à la meilleure distance par exemple) (secondary qualifier)